# Миллер, Дэн
Дэн Миллер (англ. Dan Miller; род. 20 июня 1981, Спарта, штат Нью-Джерси, США) — боец MMA, который на данный момент выступает в средней весовой категории в Ultimate Fighting Championship.

## Ранняя карьера
ММА карьера Дэна началась в 2005 году, когда он с братом Джим Миллер пошли в Planet Jiu Jitsu. В детстве Миллер занимался борьбой и продолжил тренировки в школе Sparta High School, город Спарта, штат Нью-Джерси.

## Карьера всмешанных боевых искусствах
19 ноября 2005 года на шоу Reality Fighting 10 состоялся первый профессиональный ММА-бой Дэна против соперника Tenyeh Dixon, которого он победил удушающим треугольником в первом раунде. Следующий бой после Диксона состоялся на Reality Fighting 11 против Джея Коулмана. Миллер нанес Джею поражение армбаром и обеспечил себе претендентский бой против Майка Массенцио. Это бой стал главным на Reality Fighting 12 и завершился близким решением, так как Миллер получил победу у одного судьи, благодаря своими сабмишн попытками. А мощные тейкдауны Массенцио завоевали остальных двух судей, которые отдали ему победу и бой завершился разделенным решением.
Его следующий бой состоялся в организации en:Cage Fury Fighting Championships, где он дрался с Дэйвом Пересом. В начале боя, лёжа на спине, Дэн провел мощный ап-кик, а после контролировал остальную часть поединка. Перес не смог выйти на второй раунд и победу отдали Миллеру. Этот выигрыш дал ему шанс провести титульный бой в среднем весе на CFFC II c Лансом Эверсоном. Запоминающимся моментом этого поединка был жесткий слэм Дэна. После которого Миллер победил Ланса удушающим сзади и получил титул чемпиона.
Planet Jiu Jitsu прекратил свою деятельность после CFFC II. В январе 2007 братья Миллеры начали занятия в American Martial Arts, город Уиппани, штат Нью-Джерси.
13 апреля 2007 года Дэн защищает чемпионский титул против Хосе Родригса, который является участником команды Rhino Fight Team. Стоит отметить, что это был первый поединок Миллера за клуб AMA Fight Club. Его брат Джим тоже принимал участие в этом турнире. Это было их первое совместное выступление, к тому же они оба победили. Дэн постоянно переводил Родригеса в партер и сверху наносил атаки, благодаря своим навыкам борьбы и джиу-джитсу. Несмотря на то, что Миллер два раза получил позицию маунта и пытался провести армбар в третьем раунде, Хосе был крепким бойцом и бой не закончился досрочно. Судейский счет в этом бою был в пользу Дэна 30-27.
Затем Дэн дебютировал в International Fight League, дерясь в команде Рензо Грейси, New York Pitbulls в полуфинальных поединках 2007 IFL Semifinals, город Ист Рузерфорд, штат Нью-Джерси. Тогда он заменил Фабио Леопалдо, который получил травму. Первый бой Миллера между командами был против Дэйва Филлипса, команда Tokyo Sabres. Когда Дэн провел быстрый слэм, Филлипс занял позицию гарда и попытался провести армбар. Миллер выбрался из болевого, проведя слэм, а потом во время возни получил шею Филлипса и сделал удушающую гильотину стоя. За этот удушающий Дэн получил награду «Сабмишн вечера», а комментатор IFC Бас Руттен назвал удушающий, который вырубил Филлипса, «самый сильный удушающий, который ему доводилось видеть».
В 2008 году Миллер победил Райана МакГиверна посредством рычага колена и завладел чемпионским титулом IFL в средней весовой категории. Дэн удерживал чемпионские титулы в среднем весе в двух организациях — IFL и Cage Fury Fighting Championships. Дэн был последним чемпионом IFL, поскольку эта компания уже не существует.
23 июля 2008 года организация UFC объявила, что подписала контракт с братьями Миллерами. Дэн успешно дебютировал против Роба Киммонса на en:UFC Fight Night: Diaz vs. Neer и выиграл этот бой гильотиной.
25 октября 2008 года Миллер одержал победу единогласным решением над Мэттом Хорвичем на UFC 90. 7 февраля 2009 года он провел следующий бой против Джейка Рошольта на en:UFC Fight Night: Lauzon vs. Stephens, которого победил удушающей гильотиной.
Сперва Дэна назначили на бой против Юшина Оками на en:UFC 98, однако Юшин травмировался и его заменил Чейл Соннен. Он проиграл Чейлу единогласным решением в этом бою. Соннен переводил его в партер и граунд-энд-паундил в течение 3-х раундов.

## Личная жизнь
С декабря 2007 года Дэн состоит в браке. У него 3 собаки, 2 из которых охотничьи.

## Статистика MMA
| Боёв 23         | Побед 14 | Поражений 8 |
| --------------- | -------- | ----------- |
| Нокаутом        | 1        | 1           |
| Сдачей          | 9        | 0           |
| Решением        | 4        | 7           |
| Не состоявшихся | 1        | 1           |

| Результат    | Рекорд   | Соперник         | Способ                                                 | Турнир                                      | Дата             | Раунд | Время | Место                          | Примечание |
| ------------ | -------- | ---------------- | ------------------------------------------------------ | ------------------------------------------- | ---------------- | ----- | ----- | ------------------------------ | ---------- |
| Поражение    | 14-8 (1) | Тревор Смит      | Решением (единогласным)                                | UFC - The Ultimate Fighter 21 Finale        | 12 июля 2015     | 3     | 5:00  | Лас-Вегас, США                 |            |
| Поражение    | 14-7 (1) | Джордан Миен     | Техническим нокаутом (удары)                           | UFC 158                                     | 16 марта 2013    | 1     | 4:42  | Монреаль, Канада               |            |
| Победа       | 14-6 (1) | Рикардо Фанч     | Сабмишном (удушение гильотиной)                        | UFC on FX 4: Мэйнард - Гуида                | 22 июня 2012     | 3     | 3:12  | Атлантик-Сити, США             |            |
| Поражение    | 13-6 (1) | Розимар Пальярис | Решением (единогласным)                                | UFC 134: Сильва - Оками                     | 27 августа 2011  | 3     | 5:00  | Рио-де-Жанейро, Бразилия       |            |
| Поражение    | 13-5 (1) | Нейт Марквардт   | Решением (единогласным)                                | UFC 128: Шогун - Джонс                      | 19 марта 2011    | 3     | 5:00  | Ньюарк, США                    |            |
| Победа       | 13-4 (1) | Джо Доерксен     | Решением (раздельным)                                  | UFC 124: Сент-Пьерр - Кошчек 2              | 11 декабря 2010  | 3     | 5:00  | Монреаль, Канада               |            |
| Победа       | 12-4 (1) | Джон Солтер      | Сабмишном (удушение гильотиной)                        | UFC 118: Эдгар - Пенн 2                     | 28 августа 2010  | 2     | 1:53  | Бостон, США                    |            |
| Поражение    | 11-4 (1) | Майкл Биспинг    | Решением (единогласным)                                | UFC 114: Рампейдж - Эванс                   | 29 мая 2010      | 3     | 5:00  | Лас-Вегас, США                 |            |
| Поражение    | 11-3 (1) | Демиан Майа      | Решением (единогласным)                                | UFC 109 - Relentless                        | 6 февраля 2010   | 3     | 5:00  | Лас-Вегас, США                 |            |
| Поражение    | 11-2 (1) | Чейл Соннен      | Решением (единогласным)                                | UFC 98: Эванс - Мачида                      | 23 мая 2009      | 3     | 5:00  | Лас-Вегас, США                 |            |
| Победа       | 11-1 (1) | Джейк Рошолт     | Сабмишном (удушение гильотиной)                        | UFC - Fight Night 17                        | 7 февраля 2009   | 1     | 1:03  | Тампа, Флорида, США            |            |
| Победа       | 10-1 (1) | Мэтт Хорвич      | Решением (единогласным)                                | UFC 90: Сильва - Коте                       | 25 октября 2008  | 3     | 5:00  | Роузмонт, Иллинойс, США        |            |
| Победа       | 9-1 (1)  | Роб Киммонс      | Сабмишном (удушение сзади)                             | UFC - Fight Night 15                        | 17 сентября 2008 | 1     | 1:27  | Омаха, Небраска, США           |            |
| Победа       | 8-1 (1)  | Райан МакГиверн  | Сабмишном (рычаг колена)                               | IFL - Connecticut                           | 16 мая 2008      | 1     | 3:36  | Анкасвилл, США                 |            |
| Не состоялся | 7-1 (1)  | Майк Джеурин     | Без результата (Miller Injured by Accidental Headbutt) | ROC 18 - Ring of Combat 18                  | 7 марта 2008     | 1     | 0:34  | Атлантик Сити, США             |            |
| Победа       | 7-1      | Джон Ховард      | Решением (единогласным)                                | ROC 17 - Beast of the Northeast Finals      | 30 ноября 2007   | 3     | 4:00  | Атлантик Сити, США             |            |
| Победа       | 6-1      | Дэйв Филлипс     | Сабмишном (удушение гильотиной)                        | IFL - 2007 Semifinals                       | 2 августа 2007   | 1     | 1:30  | Ист-Ратерфорд, Нью-Джерси, США |            |
| Победа       | 5-1      | Хосе Родригес    | Решением (единогласным)                                | CFFC 4 - Cage Fury Fighting Championships 4 | 13 апреля 2007   | 3     | 5:00  | Атлантик Сити, США             |            |
| Победа       | 4-1      | Ланс Эверсон     | Сабмишном (удушение сзади)                             | CFFC 2 - Cage Fury Fighting Championships 2 | 6 октября 2006   | 1     | 2:26  | Атлантик Сити, США             |            |
| Победа       | 3-1      | Дэйв Перес       | Техническим нокаутом (остановка углом)                 | CFFC 1 - Cage Fury Fighting Championships 1 | 30 июня 2006     | 1     | 5:00  | Атлантик Сити, США             |            |
| Поражение    | 2-1      | Майк Мэссенцио   | Решением (раздельным)                                  | RF 12 - Return to Boardwalk Hall            | 29 апреля 2006   | 3     | 3:00  | Атлантик Сити, США             |            |
| Победа       | 2-0      | Джей Коулман     | Сабмишном (рычаг локтя)                                | RF 11 - Battle at Taj Mahal                 | 11 февраля 2006  | 1     | 1:30  | Атлантик Сити, США             |            |
| Победа       | 1-0      | Тениех Диксон    | Сабмишном (удушение треугольником)                     | RF 10 - Reality Fighting 10                 | 19 ноября 2005   | 1     | 2:20  | Атлантик Сити, США             |            |